# Às Duas por Três
O Às Duas por Três foi um talk-show português diário, da SIC, sobre temas da atualidade, que incluía um espaço de conversa e entrevistas sobre experiências pessoais e algumas rubricas úteis. Durou praticamente quatro anos, tendo sido emitido de 7 de janeiro de 2002 a 30 de dezembro de 2005.

## Formato
O Às Duas por Três era um talk-show diário sobre temas da atualidade, que incluía um espaço de conversa e entrevistas sobre experiências pessoais e algumas rubricas úteis. De segunda a sexta-feira, em direto e logo após o Primeiro Jornal, eram confrontados os pontos de vista feminino e masculino em diversos temas da atualidade. Havia lugar para a troca de experiências e utilidades. Para isso, contava-se com a participação do público ao vivo e dos telespectadores, que, através do telefone, poderiam partilhar as suas histórias. Este espaço de conversas contava ainda com a presença de inúmeros convidados.

## Apresentadores
O programa foi inicialmente apresentado por Júlia Pinheiro, Fernanda Freitas e Henrique Mendes. Entretanto, Júlia Pinheiro sai da SIC e cede o seu lugar a Maria João Simões.
Mais tarde, por motivos de saúde, é a vez de Henrique Mendes deixar a condução do programa, cedendo o lugar a Camacho Costa. Pouco tempo depois, Maria João Simões deixa a condução do programa para se dedicar à rádio. Por motivos de saúde, Camacho Costa vê-se obrigado a deixar aquele programa, ao qual chamava "As Tardes Loucas da SIC", cedendo o seu lugar a José Figueiras.
A última dupla de apresentadores do programa foi José Figueiras e Fernanda Freitas. Fernanda Freitas acaba por abandonar a condução do programa, deixando a estação televisiva SIC em meados de 2005.
O programa teve os seus últimos diretos com a condução de José Figueiras.

## Às 2 por 3 - Verão Quente
Apresentado por Carlos Moura e José Figueiras, o Às 2 por 3, agora dedicado ao verão, apostava na animação e boa disposição, com entrevistas, música e humor. O Às 2 por 3 - Verão Quente teve a primeira emissão a 27 de junho de 2005.

## O final
Acabou por ser substituído pelo Contacto, que coincidiu com a saída de Manuel Fonseca e a entrada de Francisco Penim para a categoria de diretor de programas da SIC